# Folia Phoniatrica et Logopaedica
Folia Phoniatrica et Logopaedica is een internationaal, aan collegiale toetsing onderworpen wetenschappelijk tijdschrift op het gebied van de audiologie en de logopedie. De naam wordt in literatuurverwijzingen meestal afgekort tot Folia Phoniatr. Logop. Het wordt uitgegeven door Karger namens de International Association of Logopedics and Phoniatrics en verschijnt tweemaandelijks.